# Губин До
Губин До је насеље у Србији у општини Ужице у Златиборском округу. Према попису из 2022. било је 288 становника.

## Демографија
У насељу Губин До живи 395 пунолетних становника, а просечна старост становништва износи 47,1 година (46,1 код мушкараца и 48,2 код жена). У насељу има 141 домаћинство, а просечан број чланова по домаћинству је 3,20.
Ово насеље је великим делом насељено Србима (према попису из 2002. године), а у последња три пописа, примећен је пад у броју становника.
|  |

| Демографија | Демографија | Демографија |
| Година      | Становника  | Становника  |
| ----------- | ----------- | ----------- |
| 1948.       | 614         |             |
| 1953.       | 599         |             |
| 1961.       | 577         |             |
| 1971.       | 632         |             |
| 1981.       | 609         |             |
| 1991.       | 543         | 540         |
| 2002.       | 451         | 455         |

| Етнички састав према попису из 2002.‍ | Етнички састав према попису из 2002.‍ | Етнички састав према попису из 2002.‍ | Етнички састав према попису из 2002.‍ | Етнички састав према попису из 2002.‍ |
| ------------------------------------ | ------------------------------------ | ------------------------------------ | ------------------------------------ | ------------------------------------ |
|                                      |                                      |                                      |                                      |                                      |
| Срби                                 | Срби                                 |                                      | 447                                  | 99,11%                               |
| Црногорци                            | Црногорци                            |                                      | 2                                    | 0,44%                                |
| Руси                                 | Руси                                 |                                      | 1                                    | 0,22%                                |
| Југословени                          | Југословени                          |                                      | 1                                    | 0,22%                                |
| непознато                            | непознато                            |                                      | 0                                    | 0,0%                                 |

| Година пописа     | 1948. | 1953. | 1961. | 1971. | 1981. | 1991. | 2002. |
| ----------------- | ----- | ----- | ----- | ----- | ----- | ----- | ----- |
| Број домаћинстава | 117   | 116   | 126   | 153   | 155   | 153   | 141   |

| Број чланова      | 1  | 2  | 3  | 4  | 5  | 6  | 7 | 8 | 9 | 10 и више | Просек |
| ----------------- | -- | -- | -- | -- | -- | -- | - | - | - | --------- | ------ |
| Број домаћинстава | 23 | 42 | 20 | 17 | 21 | 16 | 1 | 1 | 0 | 0         | 3,20   |

| Пол    | Укупно | Неожењен/Неудата | Ожењен/Удата | Удовац/Удовица | Разведен/Разведена | Непознато |
| ------ | ------ | ---------------- | ------------ | -------------- | ------------------ | --------- |
| Мушки  | 200    | 58               | 122          | 17             | 3                  | 0         |
| Женски | 200    | 26               | 123          | 46             | 5                  | 0         |
| УКУПНО | 400    | 84               | 245          | 63             | 8                  | 0         |

| Пол    | Укупно                    | Пољопривреда, лов и шумарство | Рибарство                            | Вађење руде и камена | Прерађивачка индустрија       |
| ------ | ------------------------- | ----------------------------- | ------------------------------------ | -------------------- | ----------------------------- |
| Мушки  | 120                       | 84                            | 0                                    | 0                    | 9                             |
| Женски | 92                        | 70                            | 0                                    | 0                    | 10                            |
| УКУПНО | 212                       | 154                           | 0                                    | 0                    | 19                            |
| Пол    | Производња и снабдевање   | Грађевинарство                | Трговина                             | Хотели и ресторани   | Саобраћај, складиштење и везе |
| Мушки  | 4                         | 6                             | 2                                    | 1                    | 3                             |
| Женски | 0                         | 0                             | 4                                    | 3                    | 0                             |
| УКУПНО | 4                         | 6                             | 6                                    | 4                    | 3                             |
| Пол    | Финансијско посредовање   | Некретнине                    | Државна управа и одбрана             | Образовање           | Здравствени и социјални рад   |
| Мушки  | 1                         | 2                             | 3                                    | 1                    | 2                             |
| Женски | 0                         | 0                             | 0                                    | 2                    | 2                             |
| УКУПНО | 1                         | 2                             | 3                                    | 3                    | 4                             |
| Пол    | Остале услужне активности | Приватна домаћинства          | Екстериторијалне организације и тела | Непознато            | Непознато                     |
| Мушки  | 1                         | 0                             | 0                                    | 1                    | 1                             |
| Женски | 1                         | 0                             | 0                                    | 0                    | 0                             |
| УКУПНО | 2                         | 0                             | 0                                    | 1                    | 1                             |